# 1988 RJ4
1988 RJ4 är en asteroid i huvudbältet som upptäcktes den 1 september 1988 av den belgiske astronomen Henri Debehogne vid La Silla-observatoriet.
Den har en diameter på ungefär 4 kilometer.